# 东沙里院站
東沙里院站（朝鲜语：／ Tongsariwŏn yŏk */?）是位于朝鮮民主主義人民共和國黄海北道沙里院市的一個鐵路車站。屬於平釜線。

## 邻近车站
平釜线
沙里院青年站 - 東沙里院站 - 凤山站